# دیاگرام دایره‌ای

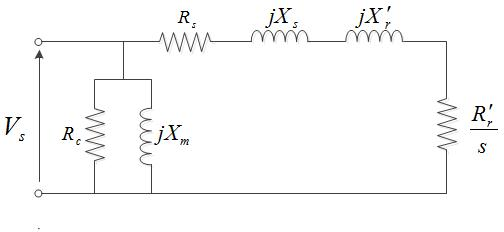
مدار معادل موتور القایی

طرح ابتدایی توسط هیلاند در سال ۱۸۹۴ و بهرند در سال ۱۸۹۵ ارائه شد، دیاگرام دایره نمایشگر گرافیکی از عملکرد دستگاه الکتریکی بر اساس مقادیر ولتاژ و جریان ورودی دستگاه است. دیاگرام دایره را می‌توان برای آلترناتور، موتورهای سنکرون، ترانسفورماتور، موتورهای القایی ترسیم کرد. دیاگرام هیلاند را به صورت تقریبی برای موتور القایی با فرض این که ولتاژ ورودی استاتور، مقاومت روتور و رئاکتانس روتور ثابت و مقاومت استاتور و تلفات هسته صفر است می‌توان ترسیم کرد.

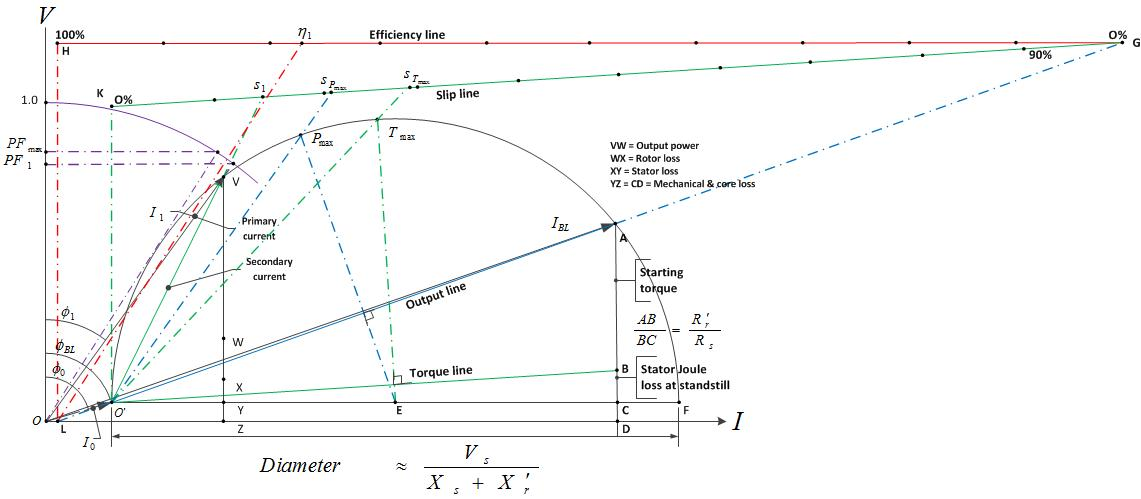
دیاگرام دایره‌ای موتور القایی